# 日立市立会瀬小学校
日立市立会瀬小学校（ひたちしりつおおせしょうがっこう）は、茨城県日立市会瀬町2-7-10にある日立市立小学校。

## 概要
会瀬小学校は、助川小学校から分離して開校した。

## 沿革

### 年表
- 1939年4月13日 - 助川第二尋常小学校として創立[5]。
- 1940年3月1日 - 会瀬尋常小学校に改称[5]。
- 1940年4月1日 - 高等科を併置。会瀬尋常高等小学校となる[5]。
- 1941年4月1日 - 会瀬国民学校となる[5]。
- 1947年4月1日 - 日立市立会瀬小学校に改称[5]。
- 1979年4月1日 - 日立市教育研究所が会瀬小学校内に移転[6][7]。
- 2006年9月1日 - 日立市教育研究所が会瀬小学校から日立市教育プラザ内に移転[8][7]。
- 2010 - 2011年度 - 会瀬小学校校舎改築事業[9]。
- 2012年3月16日 - 新校舎が完成[10]。
- 2014年度
  - 理科ボランティア派遣モデル小学校に指定[11]。
  - 平成26年度体力づくり優秀賞を受賞[12]。
- 2015年度 - 平成27年度体力づくり優秀賞を受賞[13]。
- 2016年度 - 平成28年度体力づくり優秀賞を受賞[14]。
- 2018年度 - 平成30年度体力づくり優秀賞を受賞[15]。
- 2019年4月1日 - 放課後子ども教室を開設[16]。
- 2019年度 - 令和元年度体力づくり優秀賞を受賞[17]。
- 2021年度 - 令和3年度体力づくり優秀賞を受賞[18]。
- 2022年度 - 令和4年度体力づくり優秀賞を受賞[19]。

## 教育方針
（出典：）
教育目標
「豊かな心 強いからだ 考える力」を持ち、未来を切り開く実践人の育成
組織目標
1. 自己選択・自己決定の場のある教育活動を通して主体性を育成する。
2. 直接体験を大切にし、学んだことで対話を高め、発信できる子を育成する。

## 児童会活動・クラブ活動など

### 委員会活動
（出典：）
- 図書委員会
- 放送委員会
- 運営委員会
- 運動委員会
- 栽培委員会
- 保健委員会
- 給食委員会

### クラブ活動
（出典：）
- 屋内スポーツクラブ
- パンポン卓球クラブ
- 絵画イラストクラブ
- 理科文化クラブ
- 屋外スポーツクラブ
- 手芸クラブ

## 通学区域
（出典：）
- 日立市相賀町
- 日立市旭町3丁目
- 日立市会瀬町
  - 1丁目
  - 2丁目
  - 3丁目1から24番、25番（16号以降）
  - 4丁目１（AからC除く）から4番、6から8番、10から16番1号
- 日立市幸町3丁目
- 日立市中成沢町1丁目1から3番
- 日立市東成沢町
  - 1丁目
  - 2丁目
  - 3丁目9から14番（14番6から11号を除く）、19から23番

## 進学先中学校
- 日立市立助川中学校

## 学区内の主な施設
- 会瀬交流センター・会瀬青少年の家
- 会瀬海水浴場
- 三菱重工業株式会社 日立工場
- 日立製作所 日立事業所
- 日立市民運動公園（日立市市民運動公園）
  - 日立市 池の川さくらアリーナ
  - 日立市民運動公園陸上競技場

## 関係者

### 出身者
- 石川昭政（衆議院議員）[25]
- 藤田幸久（衆議院議員・参議院議員）[26]